# Aguriahana zhejiangensis
Aguriahana zhejiangensis är en insektsart som beskrevs av Cai och He 1998. Aguriahana zhejiangensis ingår i släktet Aguriahana och familjen dvärgstritar. Inga underarter finns listade i Catalogue of Life.